# 中村俊洋
中村 俊洋（なかむら としひろ、1974年11月16日  - ）は、日本の男性声優。マウスプロモーション所属。東京都出身。

## 人物
声優としては、テレビアニメ、外画吹き替えを中心に活躍。
趣味・特技は水泳、テニス、スキー、ダンス、ルービックキューブ。

## 出演

### テレビアニメ
1998年
- コボちゃんスペシャル 約束のマジックディ

1999年
- デビルマンレディー（男の子）

2000年
- サイバーシックス（テクノ2、フィクストたち）
- 星界の戦旗（参謀）

2001年
- 超GALS! 寿蘭（駅アナ 他）
- ニャニがニャンだー ニャンダーかめん（町の人B）

2002年
- アクエリアンエイジ（スタッフ）
- 朝霧の巫女（生徒）
- Weiß kreuz Glühen
- キャプテン翼（平成版）（ドミンゴ選手A、セルジオ、マローニ、滝一、アルベルト、グリュンヴァルト選手A）
- パタパタ飛行船の冒険（高官、労働者）
- 円盤皇女ワるきゅーレ（オペレーターA）
- 陸上防衛隊まおちゃん（防衛隊員A）
- りぜるまいん（翔、生徒、少年B）

2003年
- WOLF'S RAIN（奪還隊C）
- マーメイドメロディー ぴちぴちピッチ（バスケ少年A）

2004年
- 美鳥の日々（手下3）
- 無人惑星サヴァイヴ（エンジニア）

2005年
- BLOOD+

2006年
- いぬかみっ!（はけ）
- おとぎ銃士 赤ずきん（兵士班長）

2008年
- 天体戦士サンレッド（ウェザーブルー、ゴタ）
- ネオ アンジェリーク Abyss（ディオン）
- 秘密 〜The Revelation〜（山田健一）

2009年
- 黒神 The Animation（トライバルエンド）
- スレイヤーズEVOLUTION-R（自警団B）
- 天体戦士サンレッド（第2期）（ウェザーブルー、天八のアルバイト、ムカデ怪人、カビラジェイ 他）

2010年
- Angel Beats!（乗客A）

2014年
- ハマトラ（中田）

### 劇場アニメ
- 猫の恩返し（2002年、猫兵）
- いぬかみっ! THE MOVIE 特命霊的捜査官・仮名史郎っ!（2007年、はけ）

### OVA
- フルメタル・パニック! TSR「わりとヒマな戦隊長の一日」（2006年、二等兵、施設中隊オフィス備蓄管理員、落し物係）

### Webアニメ
- マウスどうぶつえん（2019年、ビャッコのとしひろ）

### ゲーム
- LOVE&DESTROY（1999年）
- 3年B組金八先生 伝説の教壇に立て!（2004年、白石雪也）
- フルハウスキス（2004年、宮嶋伶央）
- ボクらの太陽シリーズ（2004年 - 2006年、ダーイン、キッド、棺桶屋〈2作目のみ〉、エドガー、シェリダン）
- うるるんクエスト恋遊記（2005年、二藍）
- 永遠のアセリア -この大地の果てで-（2005年、高嶺悠人）
- Twelve〜戦国封神伝〜（2005年、シゲ、ライネス）
- いぬかみっ! feat.Animation（2006年、はけ）
- 神業-KAMIWAZA-（2006年、青武士、銀鴉衆2、番頭）
- ネオ アンジェリーク（2006年、ディオン、宇宙意思の声）
- 神曲奏界ポリフォニカ THE BLACK（2007年、ヤグニ・アグラット）
- 12RIVEN -the Ψcliminal of integral-（2008年、タンゴ）
- METAL GEAR ONLINE（2008年、男性VOICE:H）
- ウィザードリィ 囚われし魂の迷宮（2009年、エルノ）

### ドラマCD
- いつか、届く、あの空に。（巽策）
- うるるんクエスト 恋遊記 ドラマCD 〜ファンタジーの中に危機感もって命がけだった恋愛症候群〜（二藍）
- Nursery Rhyme -ナーサリィ☆ライム-（支倉静真）
- ネオ アンジェリーク 〜Romantic Gift〜（ディオン）
  - ネオ アンジェリーク Abyss バラエティーCD vol.1 アルカディア パラダイス（ディオン）
- 八雲立つ 新音盤物語（首長B）

### BLCD
- 君知るや運命の恋（山本）
- クローゼットで奪いたい（クリス）
- 君主サマの恋は勝手!（藤緒隆志）
- 天使×密造（カメラマン）
- 独裁者の恋（太田）
- LOVE SEXUAL SEXY EFFECT 96 3（伊集院）

### 音楽CD
- いぬかみっ! ボーカルアルバム paradiso/「祈り」（はけ）

### 吹き替え

#### 映画
- アイルランド・ライジング（アーニー・コイン〈ジェームズ・ダーシー〉）
- チェイシング・パピ（ロドリゴ）
- ノット・ア・ガール（ヘンリー）
- バイオレンス・レイク（ブレット〈ジャック・オコンネル〉）
- ビッグ・ダディ（カンガルー）
- ブリンク! スケート対決（チームリーダー）
- ベルベット・ゴールドマイン（ジャック・フェアリー）
- マスター・アンド・コマンダー（ホロム〈リー・イングルビー〉）
- ラン・アウェイ（オ・ヨンジン刑事）

#### ドラマ
- コールドケース7 ザ・ファイナル
- シェルビーの事件簿（ウィル）
- 笑傲江湖（林平之）
- 花ざかりの君たちへ〜花様少年少女〜（萱島大樹）
- バビロン5（バイロン）
- ボーンキッカーズ 考古学調査班
- マードック・ミステリー 〜刑事マードックの捜査ファイル〜（ハリー・フーディーニ）
- 流星花園（青池和也）

#### アニメ
- エド エッド エディ（ロルフ）
- KND ハチャメチャ大作戦（ナンバー4〈ワラビー・ビートルズ〉）
- リブート（カートゥーン ネットワーク版）（マイク・ザ・TV）

### 舞台
- WATER GIRLS（安堂龍）
- 銀と赤のきおく
- ごきげんにSay!You!（井坂俊洋）
- 桜の花にだまされて（千原ひろみ）
- Second advance
- ボクラノセンソウ
- 本能寺オテロ
- 魔道物語〜特設サイト 魔道物語〜月の魔法使いと太陽の魔女〜（シーバ）